# El Gepec-EdC

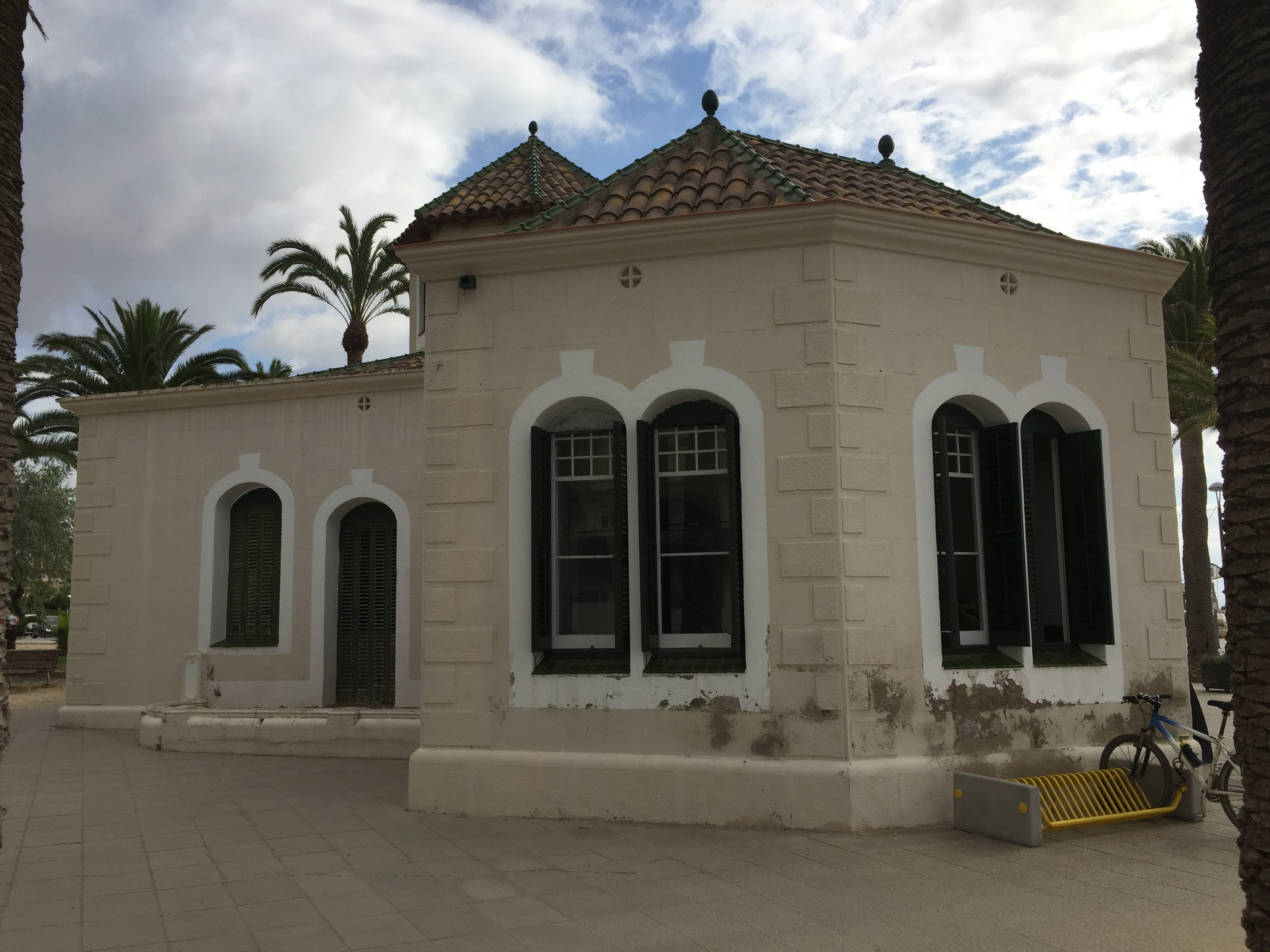

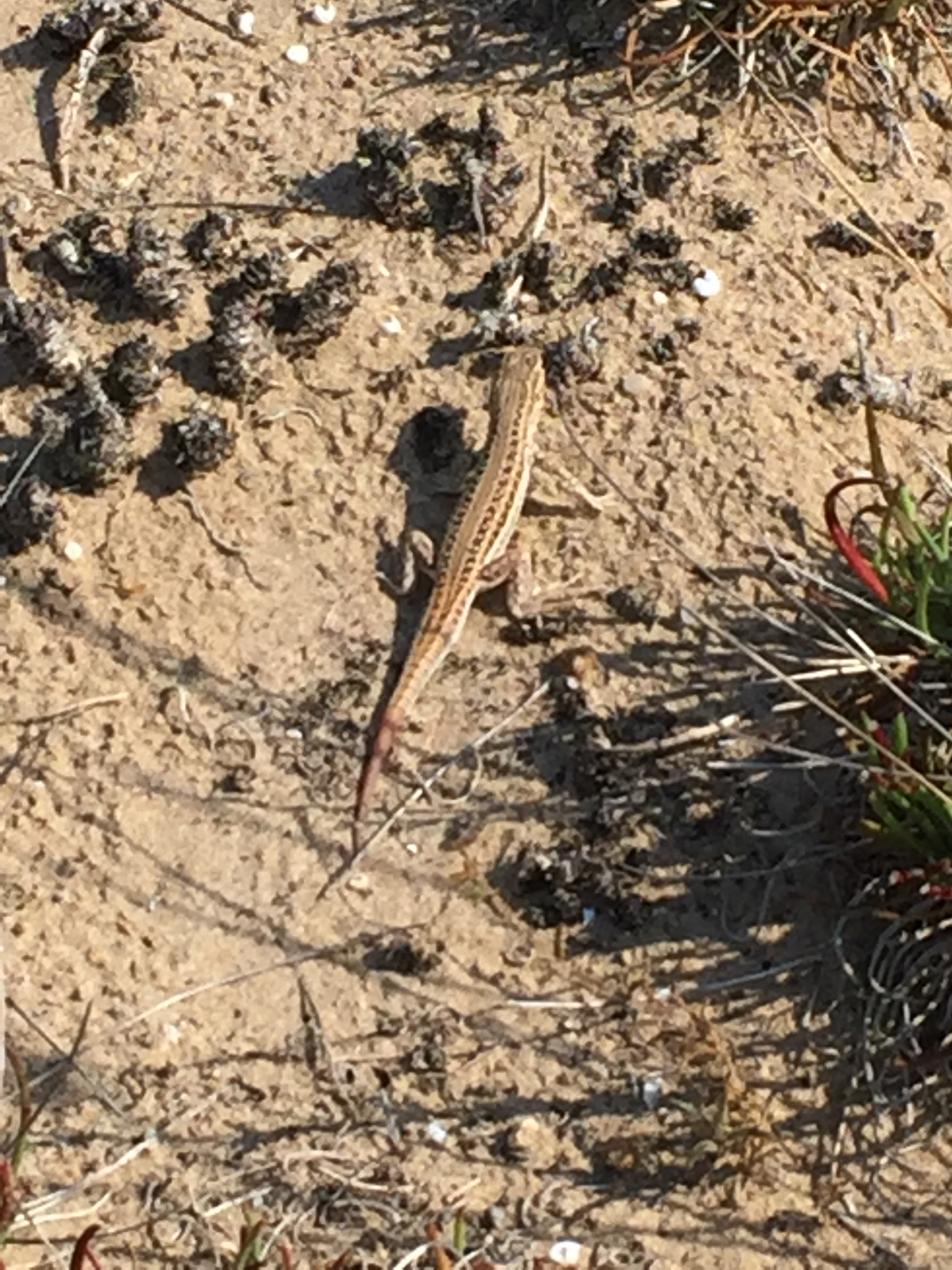

A Grup d'Estudi i Protecció dels Ecosistemes Catalans-Ecologistes de Catalunya, egy  katalán természetvédelmi  nonprofit szervezet. Rövid neve El Gepec-EdC. 1985-ben alakult meg több kisebb természetvédelmi szervezet egyesülésével.

## Története
A Gepec 1985-ben alapult meg, de ekkor még csak egy ökoszisztémával foglalkozó tanulmányi csoport volt. Az alapítás óta több kisebb-nagyobb változáson ment keresztül. Az első ilyen változás 2004-ben történt meg, amikor csatlakozott a Katalán Természetvédők Szövetsége. A második nagyobb változás 2007-ben következett be, amikor a Katalóniai Ökológusok Szövetsége is csatlakozott a szervezethez. Ekkor nyerte el mai formáját és nevét.

## Irodái
A Szervezetnek több helyszínen is vannak irodái, hogy biztosítsa a természetvédelmi területek folyamatos ellenőrzését és védelmét. Missziója a tudás és a környezettudatos életmód támogatása és terjesztése. Igyekszik biztosítani a magas minőségi környezet fenntartását a déli régiókban. Ezt különböző projektekkel, a ritka növény-és állatfajok védelmével próbálja elérni. A Gepec központja Reusban található, de vannak még irodái Torredembarraban a Cal Bofill, Torre d’en Gilban a Roquetes,illetve Cambrilsban a Parc del Pinaret.

## Tevékenysége
A Szervezet számos tevékenységgel szolgálja a környeztet. Az első és talán legfontosabb, hogy igyekszik megóvni és megőrizni a természetes környezetet. A honos növény-és állatfajok folyamatos monitoringja mindennapos.
Továbbá szervez kirándulásokat és tárlatvezetéseket az Els Muntanyans környékén Torredembarra és Roda de Berá között. Ezek általában Vasárnap reggel 9 óra körül kezdődnek.
Ezen felül a tudás terjesztése céljából a Gepec dolgozói létrehoztak két iskolát is kisgyermekek számára, amelyekben játékosan nevelik a kicsiket a környezettudatos életmódra. Megtanítják nekik a különleges és a honos növények-és állatok neveit, illetve azt, miért fontos, ha környezet tisztelete. A jövő generációjának nevelése hosszútávon megtérülő befektetés, de talán az egész ökoszisztéma egyensúlya függhet tőle, hiszen minden kapcsolatban áll mindennel.
A tudás támogatása más módon is megnyilvánul a Gepecen belül. Rendszeresen fogad önkénteseket a világ különböző pontjairól az Erasmus + keretein belül. Az itt dolgozó önkéntesek nem csak a környezetvédelemről tanulhatnak sokat, hanem egy nemzetközi környezetben fejleszthetik képességeiket és tudásukat.